# Chad Allen
Chad Allen (Cerritos, California, 5 de junio de 1974) es un actor y director estadounidense.  Comenzó su carrera a los siete años y ha sido galardonado tres veces con el Young Artist Award y el GLAAD Media Award. Fue un ídolo adolescente a finales de la década de 1980 como David Witherspoon en el drama familiar de la NBC Our House y como Zach Nichols en la comedia de la NBC My Two Dadses más conocido por haber interpretado al personaje de Matthew Cooper en la serie estadounidense Dr. Quinn, Medicine Woman, desde 1993 hasta 1998. Anunció su retirada de la actuación en abril de 2015.

## Biografía
Allen nació como Chad Allen Lazzari el 5 de junio de 1974, en Cerritos, California, y creció en Artesia. Tiene una hermana gemela llamada Charity y un hermano llamado Steve Lazzari que trabaja para Union Pacific Railroad. Allen es de origen predominantemente italiano, con una «dosis» de origen alemán. Se crio en un hogar católico romano «estricto» y se considera a sí mismo una «persona profundamente espiritual» debido a su educación. Allen asistió al instituto St. John Bosco de Bellflower, California.
Allen se licenció en Psicología por la Universidad de California en Los Ángeles en junio de 2015. En 2020 se graduó en el Programa de Doctorado en Psicología Clínica de la Universidad Antioch de Nueva Inglaterra.

## Trayectoria
Allen actuó como estrella invitada en varias series de máxima audiencia, incluido un primer episodio de Airwolf por el que fue nominado como «Mejor Actor Joven: Elsewhere, en la que interpretó al niño autista Tommy Westphall (1983-88). El episodio final de la serie, «The Last One», termina indicando que todos sus argumentos ocurrieron en la imaginación de Tommy. En 1983, apareció en Cutter to Houston, interpretando a «un niño que se hizo daño y al que el Dr. Hal Wexler (Alec Baldwin) tuvo que hacerle el boca a boca y llevarlo al helicóptero que le esperaba». «El primer papel fijo de Allen fue el de David Witherspoon en Our House (1986-88).
El 5 de noviembre de ese año se estrenó la miniserie de tres partes Straight Up, que coprotagonizó junto a Louis Gossett Jr. En ella Allen interpreta a un adolescente tentado por las drogas, mientras que Gossett encarna a un personaje mágico que maneja el «ascensor del destino», de modo que cada vez que Allen es tentado por una sustancia Gossett le lleva en un viaje en ascensor que muestra las consecuencias de esa sustancia.
En 1989-90, tuvo un papel recurrente como Zach en Mis dos papás. El siguiente papel contratado de Allen fue el de Matthew Cooper en Dr. Quinn, Medicine Woman junto a Jane Seymour (1993-98). Durante la última temporada de su carrera en St. Elsewhere, Allen formó equipo con su hermana Charity Allen en un episodio del programa de juegos infantiles de los sábados por la mañana I'm Telling! de la NBC.
Después de la aparición en 1996 en una revista de una serie de fotografías en las que se le veía besando a otro hombre, Chad Allen hizo pública su homosexualidad. Después de este hecho, se ha convertido en un activista de la causa LGTB, interpretando casi siempre a personajes gais en sus películas o en obras de teatro.
A partir de Third Man Out (2005), Allen interpreta a Donald Strachey, un detective privado gay con una relación monógama, en una serie de telefilmes para la cadena Here! basados en novelas de Richard Stevenson. A la secuela, Shock to the System (2006), siguieron On the Other Hand, Death (2008) y Ice Blues (2008). Allen señaló que Strachey era el primer personaje gay que interpretaba fuera del teatro y que, aunque su carrera es «diferente» desde que salió del armario, la encuentra «más interesante y divertida para mí de lo que nunca ha sido».
Cuando Allen interpretó al misionero cristiano de la vida real Nate Saint en el docudrama End of the Spear (2006), algunos cristianos conservadores arremetieron contra los productores por dar el papel a un hombre abiertamente gay.
En 2007, Allen protagonizó la película Save Me, desarrollada y producida por Allen, dirigida por Robert Cary y escrita por Robert Desiderio. Save Me, una película que explora el movimiento ex-gay, se estrenó en el Festival de Cine de Sundance de 2007 y posteriormente fue seleccionada para su distribución por el estudio independiente Fine Line Features.
Entre junio y agosto de 2008, Allen actuó junto a Valerie Harper en Looped, una obra basada en una sesión vespertina de looping con Tallulah Bankhead para la película ¡Muere! ¡Muere! My Darling!, en el Pasadena Playhouse de Pasadena, California.
A partir del 23 de septiembre de 2008, Allen interpretó el interés amoroso del Dr. Kyle Julian durante cinco episodios de la serie de máxima audiencia de Soapnet General Hospital: Night Shift, un spin-off de la telenovela diurna de ABC General Hospital.
En abril de 2015, Allen confirmó en un vídeo de YouTube que había abandonado su carrera como actor para convertirse en psicólogo clínico.